# Изчезване на „Дъглас C-54D“ през 1950 г.
Военният транспортен самолет „Дъглас C-54 Скаймейстър“ от Военновъздушните сили на Съединените американски щати с полет от Анкъридж, Аляска, до Грейт Фолс, Монтана, с 36 пътници и 8 души екипаж на борда, изчезва на 26 януари 1950 г. над Снаг, Юкон, Канада след последната си планирана регистрация и съобщаване от страна на пилота, че самолетът е по график и няма проблеми за докладване.
След като самолетът не пристига в Монтана, започва издирвателна и спасителна операция с 85 американски и канадски самолета и около 7000 души, които претърсват над 550 000 км² от тихоокеанския северозапад. Операцията е затруднена от много фалшиви доклади за димни сигнали и изкривени радиокомуникации, както и от липсата на добре обучени хора; също така три самолета се разбиват без жертви, което показва опасностите на терена в Юкон, а останките на единия временно са объркани с тези на изчезналия „Дъглас C-54D“. Още в началоло на февруари е съобщено, че два самолета и две радиостанции в района чуват неразбираеми радиосигнали. Постъпва и информация от очевидец, който вижда голям самолет над езерото Бийвър във вътрешността на Британска Колумбия, но опитите да се намери машината, не дават резултат.
Операцията е спряна за неопределено време на 14 февруари, защото издирвателните самолети са изпратени в Аляския залив, за да търсят бомбардировач B-36, който изчезва в средата на февруари с ядрена бомба на борда, въпреки че бомбата няма радиоактивно ядро. На 20 февруари 1950 г. издирването е официално отменено и пътниците са обявени за мъртви. През 2012 г. роднини на жертвите започват петиция до федералното правителство в опит да възобновят търсенето. Десет години по-късно е излъчен и документален филм за търсненето на самолета, който става повод група в Уайтхорс, състояща се от геолог, историк и глациолог, наред с други, да проведат подновено търсене, като използват дронове за изследване на недостъпни места.